# Crohn-Massiv
Das Crohn-Massiv ist ein großes, 1694 m hohes und kuppelförmiges Massiv im ostantarktischen Mac-Robertson-Land. Es ragt 5 km westlich des Mount Kirkby in der Porthos Range der Prince Charles Mountains auf. 460 m seiner Gesamthöhe sind über dem kontinentalen Eisplateau sichtbar.
Das Massiv wurde erstmals von Teilnehmern der Australian National Antarctic Research Expeditions (1956–1957) unter der Leitung des australischen Bergsteigers William Gordon Bewsher (1924–2012) gesichtet. Namensgeber ist der deutsch-australische Geologe Peter Wolfgang Israel Crohn (1925–2015), der von 1955 bis 1956 auf der Mawson-Station tätig war.